# Аметропия
Аметропи́я (от др.-греч. ἄμετρος «несоразмерный» + ὄψ, род.п. ὀπός «глаз») — это изменение преломляющей способности человеческого глаза, следствием которого является то, что задний фокус глаза не попадает на сетчатку при расслаблении аккомодационной мышцы.

## Описание
Если параллельный пучок света от удалённых предметов фокусируется перед сетчаткой, то такой глаз называется близоруким, или миопическим.
Если лучи от удалённых предметов сходятся за сетчаткой, то говорят о дальнозоркости, или гиперметропии.
Также к аметропиям относят астигматизм, обусловленный различием в преломляющей силе сечений хрусталика и/или роговой оболочки глаза.
Если имеется значительная разница (более 3D) в рефракции глаз (анизометропия), то бинокулярное зрение делается почти невозможным.

## Лечение
Для устранения аметропии применяют очки и контактные линзы. При близорукости — с отрицательными, при дальнозоркости — с положительными линзами. Для компенсации астигматизма изготавливают цилиндрические линзы.